# مونتگومری (آیووا)
مونتگومری (به انگلیسی: Montgomery) یک منطقهٔ مسکونی در ایالات متحده آمریکا است که در شهرستان دیکینسون، آیووا واقع شده‌است. مونتگومری ۴۴۴ متر بالاتر از سطح دریا واقع شده‌است.